# 奥尔日河畔圣米歇尔
奥尔日河畔圣米歇尔（法語：Saint-Michel-sur-Orge，法語發音：[sɛ̃ miʃɛl syʁ ɔʁʒ] ⓘ），法国中北部城市，法兰西岛大区埃松省的一个市镇，隶属于帕莱索区，其市镇面积为5.29平方公里，2022年1月1日时人口数量为21,536人，在法国城市中排名第472位。
奥尔日河畔圣米歇尔位于埃松省中北部，奥尔日河右岸，境内主要为居民区，通过法兰西岛大区快铁C线连接巴黎市中心。

## 地名来源
“圣米歇尔”一名来源于天主教圣人，其作为当地的地名最初以“Sanctus Michael”的形式被记载。“奥尔日河畔”这一后缀则添加于1801年。

## 历史
奥尔日河畔圣米歇尔历史上长期为一处普通村落，法国大革命后隶属于塞纳-瓦兹省，此后于1793年成为市镇，以“Saint-Michel”命名，1801年更为现名。工业革命期间，巴黎－波尔多铁路由此通过。二战后，随着巴黎的城市扩张，当地出现了大片居民区，人口数量快速增加。1964年，奥尔日河畔圣米歇尔被划入新成立的埃松省内。

## 地理

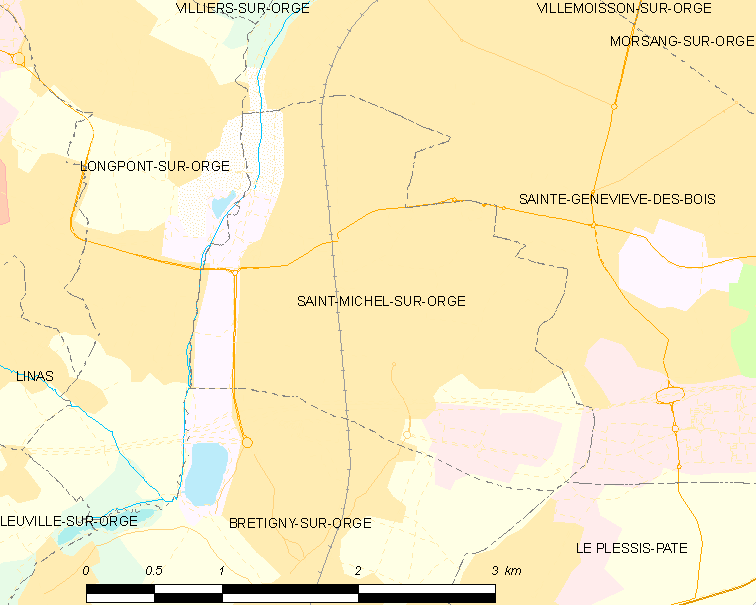
奥尔日河畔圣米歇尔市镇范围地图

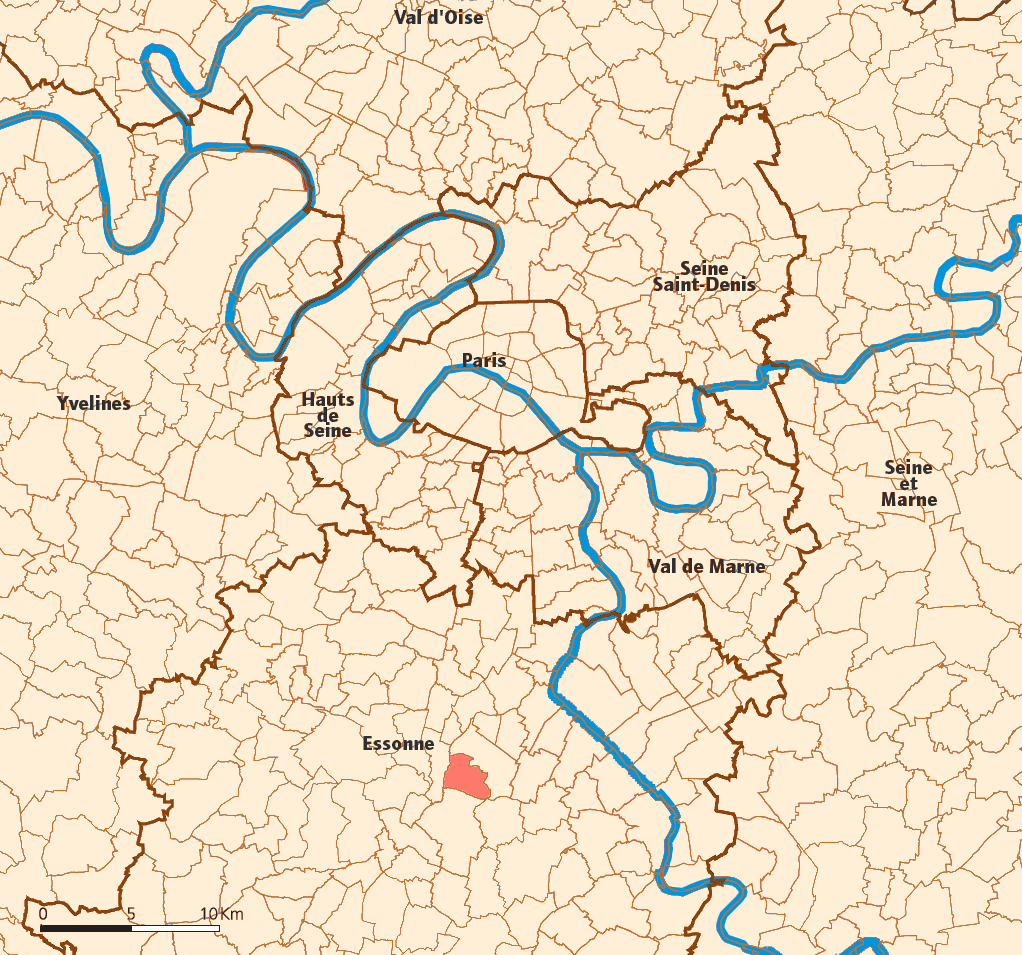
奥尔日河畔圣米歇尔在埃松省的位置

奥尔日河畔圣米歇尔位于法国中北部，法兰西岛大区中南部和埃松省中北部，距离省会埃夫里-库尔库罗讷大约10公里。与奥尔日河畔圣米歇尔接壤的市镇包括：聖熱訥維耶沃-德布瓦、奥尔日河畔布雷蒂尼、奥尔日河畔隆蓬、勒普莱西帕泰。

### 地形
奥尔日河畔圣米歇尔位于巴黎盆地腹地，境内以平原和浅丘为主，市镇中心位于一处浅丘之上，南高北低，全境海拔在38到91米之间。

### 水文
奥尔日河自南向北流经境内，该河是塞纳河的左岸支流。

### 植被
奥尔日河畔圣米歇尔属于温带阔叶混交林区，市区西北部的洛尔姆瓦公园（Parc de Lormoy）是埃松省重要的城市绿地，常年免费向公众开放。
在鲜花城市的评比中，奥尔日河畔圣米歇尔被评为2星级鲜花城市。

### 气候
奥尔日河畔圣米歇尔在柯本气候分类法中属于温带海洋性气候。

## 行政区划
奥尔日河畔圣米歇尔是法国法兰西岛大区埃松省的一个市镇，编号为91570。奥尔日河畔圣米歇尔隶属于帕莱索区、埃松省第十选区和奥尔日河畔布雷蒂尼县，同时也是埃松之心城市圈公共社区的组成部分。
奥尔日河畔圣米歇尔市镇被划为9个街区，并实行街区自治制度。
法国国家统计与经济研究所（简称）在进行数据统计时，将奥尔日河畔圣米歇尔及相邻的另外408个市镇设为巴黎城市核心区，并将包括核心区在内的周边共1,794个市镇划为巴黎城市区。自2020年起，巴黎城市区被包含1,949个市镇的巴黎城市辐射区代替。此外，还将奥尔日河畔圣米歇尔市镇分为了8个“块区”（IRIS），以便于统计人口分布情况。

## 交通

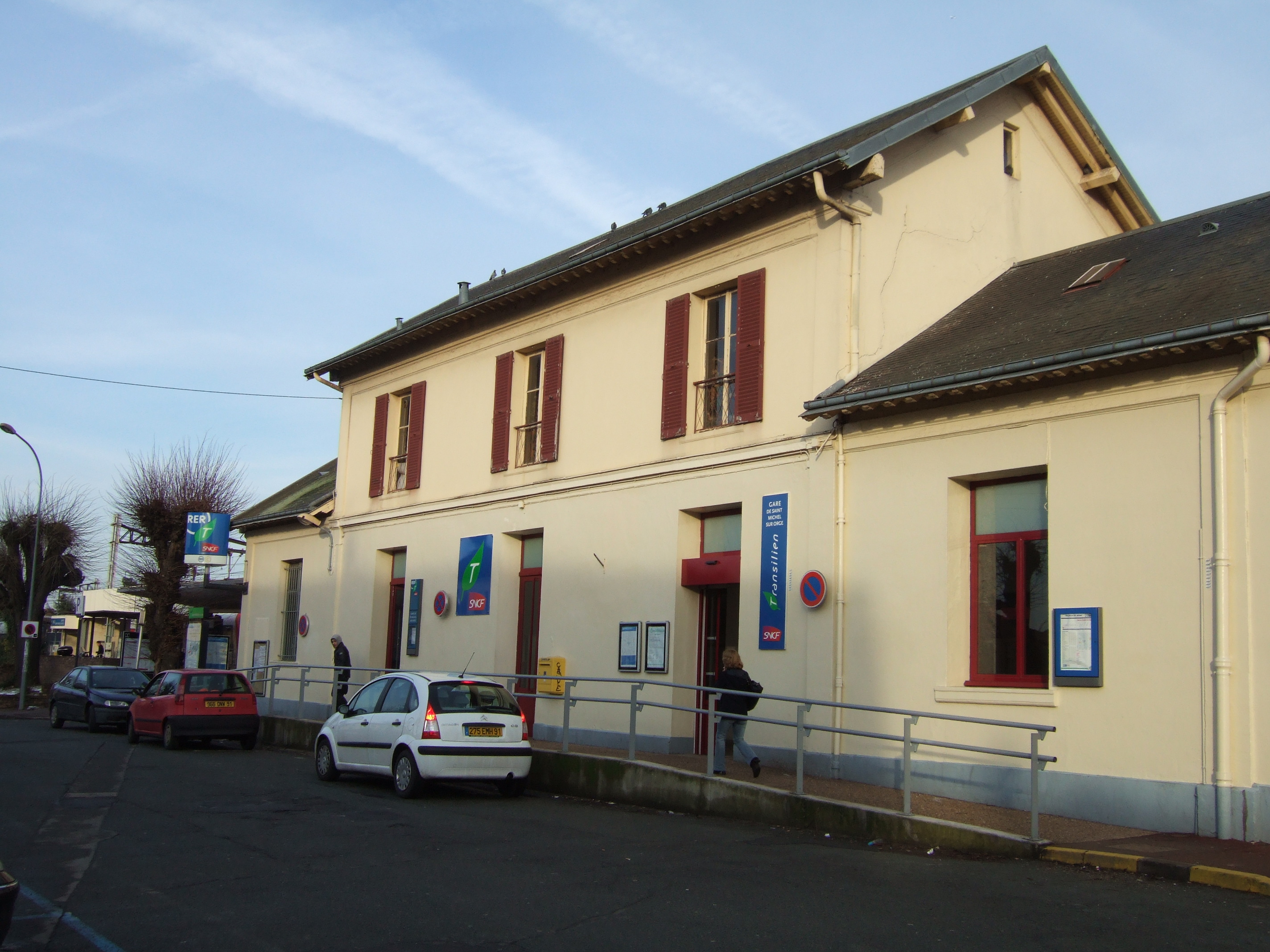
奥尔日河畔圣米歇尔火车站

### 公路
多条埃松省省道在奥尔日河畔圣米歇尔境内交汇，法兰西岛大区下属的城际客运提供巴士线路，可前往周边部分市镇。
2017年，74%的奥尔日河畔圣米歇尔家庭拥有至少一辆私人汽车。2019年，奥尔日河畔圣米歇尔境内共发生各类交通事故3起，造成5人受伤。

### 铁路
奥尔日河畔圣米歇尔位于巴黎－波尔多铁路上。奥尔日河畔圣米歇尔站位于市区中部，停靠法兰西岛大区快铁C线。

### 对外交通
距离奥尔日河畔圣米歇尔最近的长途汽车站、长途客运铁路车站及民用航空站分别为马西-帕莱索汽车站、马西TGV站和巴黎-奥利机场，距离奥尔日河畔圣米歇尔市中心的公路里程分别为16公里、16公里和13公里。

### 城市公共交通
截止2021年6月，共有1条区域快速铁路和23条公交线路途经奥尔日河畔圣米歇尔市镇范围内。
| 途经奥尔日河畔圣米歇尔境内的主要公共交通线路 |          | |
| 类型                                         | 运营商   | 线路 |
| 快铁                                         |          | ：伊夫林地区圣康坦站 ↔ 凡尔赛尚捷站 ↔ 荣军院站 ↔ 奥斯特里茨站 ↔ 瑞维西站 ↔ 奥尔日河畔圣米歇尔站 ↔ 布雷蒂尼站 ↔ 圣马丁埃唐普站/杜尔当站 |
| 公共汽车                                     | Meyer    | DM2A：奥尔日河畔圣米歇尔站 ↔ 柏辽兹街 ↔ 白架工业区 DM2B：奥尔日河畔圣米歇尔站 ↔ 柏辽兹街 ↔ 布雷蒂尼街 DM9：奥尔日河畔圣米歇尔站 ↔ 利纳斯-水塔 DM11A DM11E DM11G：马西-帕莱索火车站 ↔ 蒙莱里-欧洲广场 ↔ 奥尔日河畔圣米歇尔站 ↔ 圣热讷维耶沃代布瓦-游泳池 DM16：奥尔日河畔圣米歇尔站 ↔ 奥尔日河畔布雷蒂尼-火车站 |
| 公共汽车                                     | TICE     | 401： 柏辽兹街 ↔ 圣热讷维耶沃代布瓦-大集市 ↔ 科尔贝伊-埃松-快铁站 |
| 公共汽车                                     | Brétigny | 227-01：布雷蒂尼街 ↔ 布雷蒂尼站 |
| 公共汽车                                     | (N)      | 131：巴黎-里昂火车站 ↔ 奥尔日河畔圣米歇尔站 ↔ 布雷蒂尼站 |
| 1.                                           |          | |

## 政治

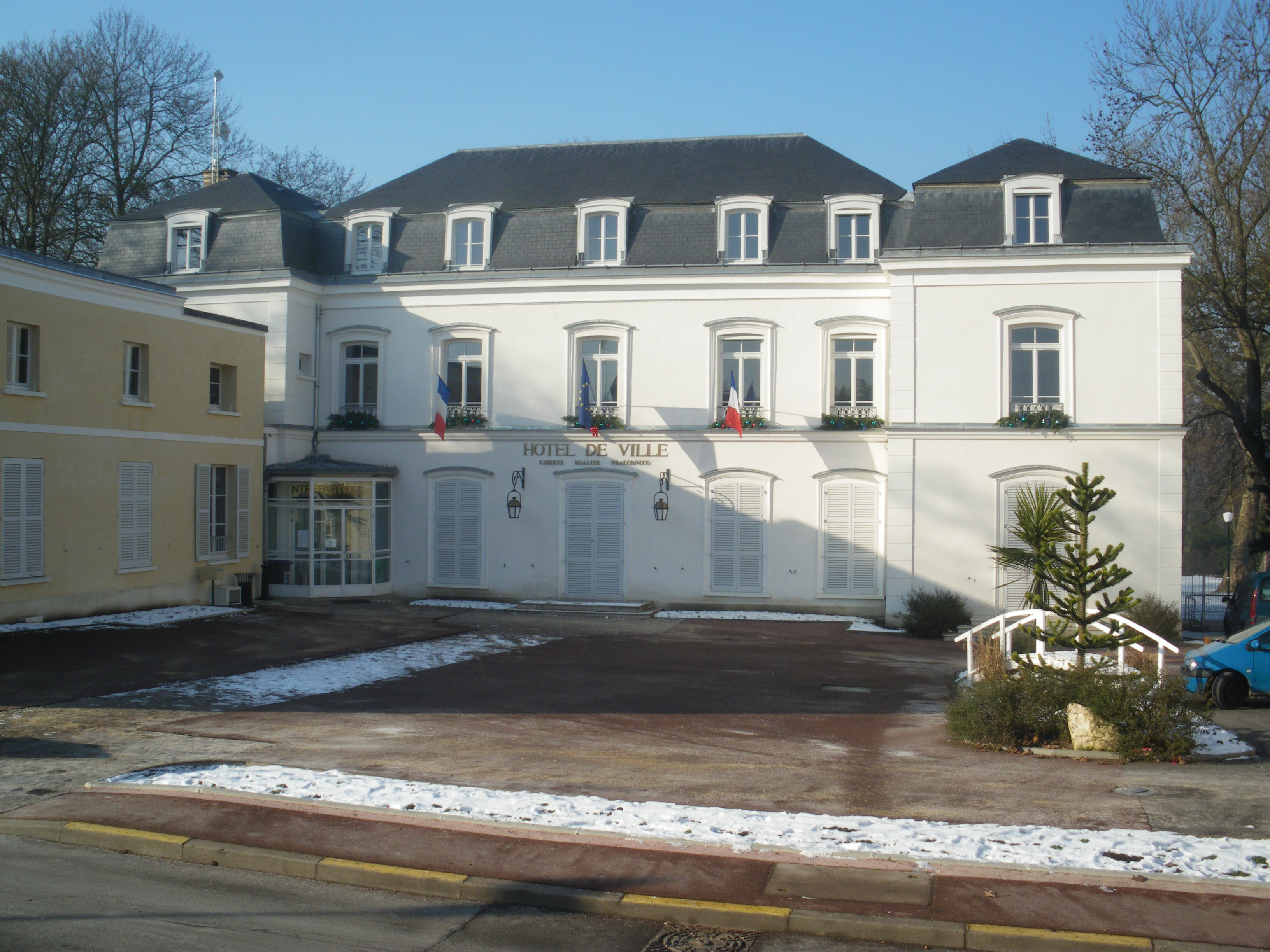
奥尔日河畔圣米歇尔市政厅

奥尔日河畔圣米歇尔的现任市长为索菲·里戈女士（Sophie Rigault），她是共和党的一名成员，在2020年的市政选举中获得了52.99%的支持率。
在2017年的法国总统大选中，法国第25任总统埃马纽埃尔·马克龙在奥尔日河畔圣米歇尔获得了72.4%的支持率。

## 人口
2018年，奥尔日河畔圣米歇尔市镇人口数量为19,965，在法国排名第472位。其中男性9,354人，女性10,404人，75岁及以上人口占7.0%，外籍人口数量为4,139人，人口密度为3,774人/平方公里，当地居民被称为（男性）或（女性）。2019年，奥尔日河畔圣米歇尔境内出生308人，死亡人口137人。
| 年份   | 1936  | 1946  | 1954  | 1962  | 1968   | 1975   | 1982   | 1990   | 1999   | 2006   | 2011   | 2016   | 2018   |
| ------ | ----- | ----- | ----- | ----- | ------ | ------ | ------ | ------ | ------ | ------ | ------ | ------ | ------ |
| 人口數 | 2,135 | 2,554 | 2,965 | 3,725 | 15,268 | 20,727 | 20,044 | 20,771 | 20,375 | 20,041 | 20,224 | 19,866 | 19,965 |

## 经济
截至2021年6月，奥尔日河畔圣米歇尔境内共有各类用人单位2,138家，平均历史为12年，其中98.85%为中小型企业（PME）。（工业设备销售）、（机械租售）及（塑料制品生产）是当地2019年营业额最高的三个企业，分别为108,251,389欧元、58,836,111欧元和40,196,603欧元。

## 财政收入
2019年，奥尔日河畔圣米歇尔的财政收入总额为28,174,800欧元，财政支出总额为26,312,000欧元，当年的债务总额为9,313,360欧元。2020年，奥尔日河畔圣米歇尔共获得4,276,376欧元的国家财政补助，比上一年减少了0.01%。
2017年，奥尔日河畔圣米歇尔的人均月收入总额为2,383欧元，其中高级职员为3,820欧元，低于法国平均水平（4,214欧元）；中级职员为2,428欧元，高于法国平均水平（2,353欧元）；普通职员为1,766欧元，亦高于法国平均水平（1,690欧元）。
2017年，奥尔日河畔圣米歇尔境内的青壮年（15至64岁）失业率为12.7%，当地58.8%的家庭拥有纳税资格，平均纳税3,405欧元，低于法国平均水平（3,888欧元）。

## 社会事务

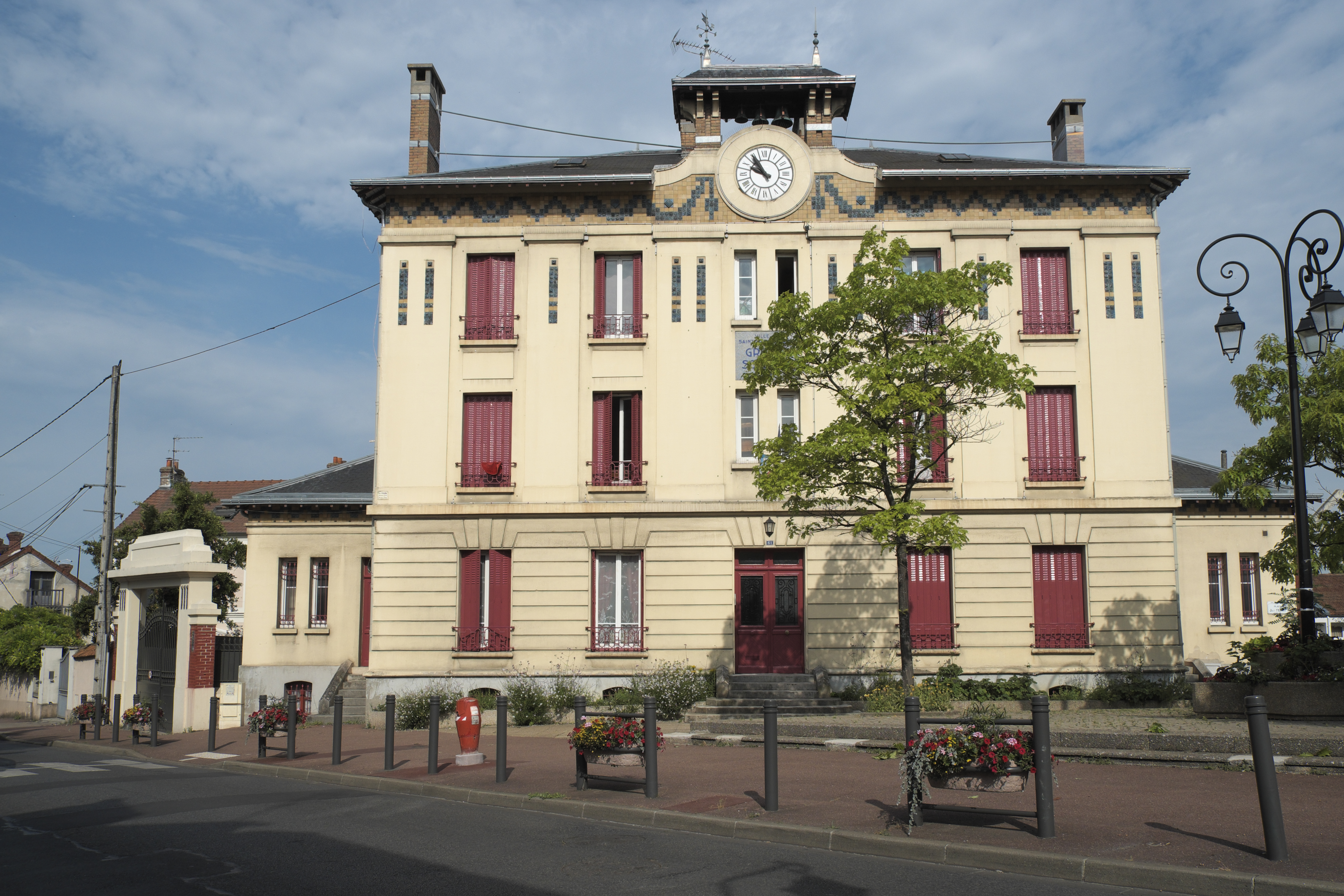
奥尔日河畔圣米歇尔境内的一所学校

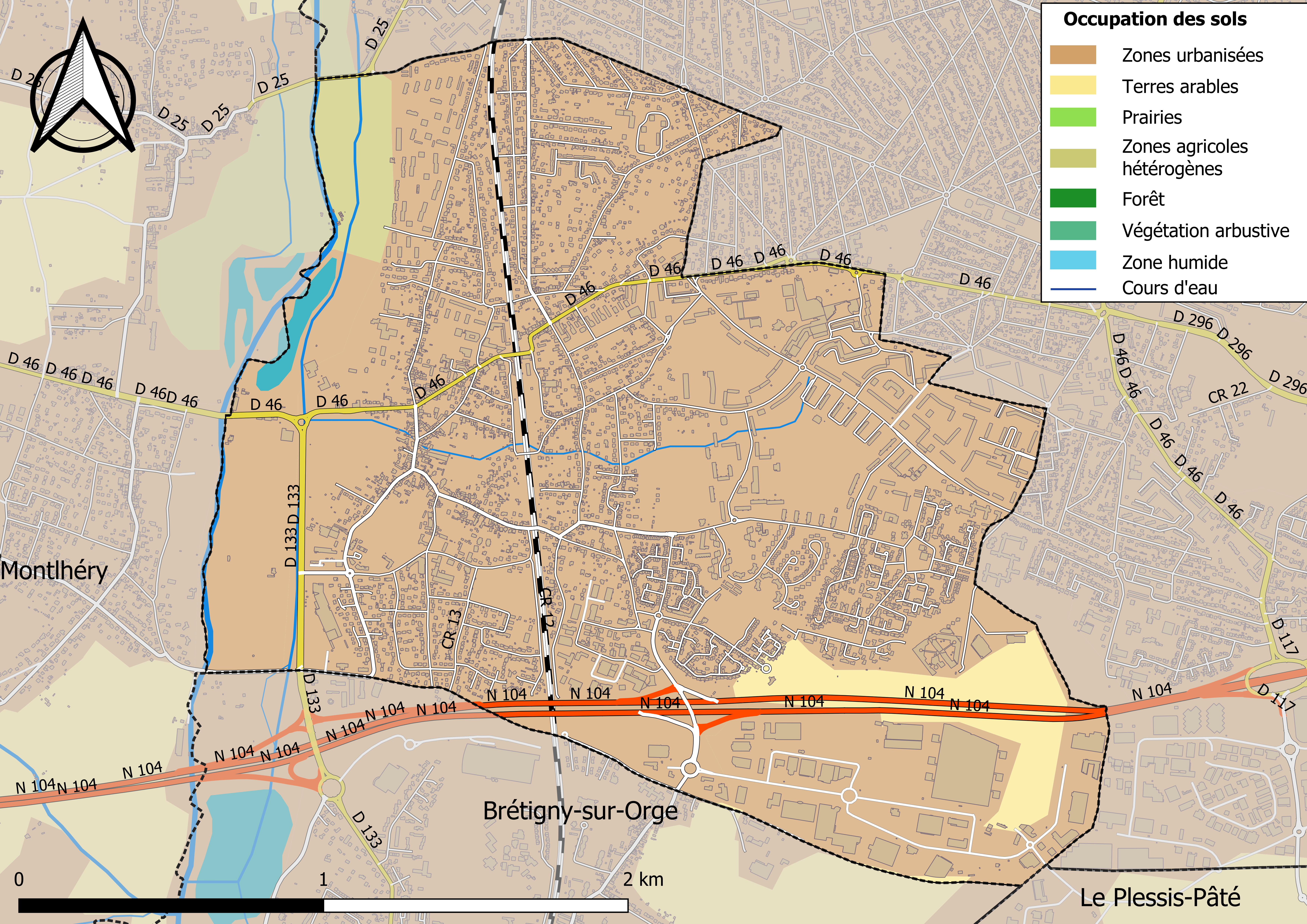
奥尔日河畔圣米歇尔土地利用情况地图

### 教育
奥尔日河畔圣米歇尔属于凡尔赛学区。截止2019年1月1日，奥尔日河畔圣米歇尔境内共有7所幼儿园、7所小学、2所初级中学和1所普通高中。2018至2019学年度，奥尔日河畔圣米歇尔境内共有在校中等教育阶段学生2,288名。

### 医疗
截止2019年1月1日，奥尔日河畔圣米歇尔境内共有全科医生14名、保健师14名、牙医10名、护士15名、耳科医生1名、眼科医生4名、皮肤科医生0名、助产士1名、儿科医生0名和妇科医生1名。境内共有药房8家、养老院2家、残疾人帮扶中心2家。
距离奥尔日河畔圣米歇尔最近的综合性医院为南部法兰西岛中心医院，后者是法国的一个区域性医疗机构，其主病区位于科尔贝伊-埃松市区，设有床位1,000个。

### 住房
2017年，奥尔日河畔圣米歇尔境内共有各类住房9,335套，其中31.7%为独立式居民区，67.7%为集中式居民区。常住房屋占奥尔日河畔圣米歇尔市镇范围内居民建筑总量的88.3%。
在住房保障政策方面，2017年，奥尔日河畔圣米歇尔境内共有1,444户家庭获得了住房经济补助，受益人数占总人口数量的7.3%，其中1,355份为房租补助。

### 商业
2019年，奥尔日河畔圣米歇尔境内共有各类实体商铺375家，其中餐厅39家、大型超市2家、杂货店8家、面包房5家、肉铺6家、书店1家、银行门店6家、美容美发店20家、汽车维修店15家。“白架商业中心”（Zone commerciale de la Croix Blanche）位于市区东部的圣热讷维耶沃代布瓦境内，是法兰西岛南部的一个大型开放式商业街区。

### 体育
2019年，奥尔日河畔圣米歇尔境内共有1家游泳池、3间体育馆、3座综合体育场、8处网球场、3处足球或橄榄球场以及3处篮球或排球场。
截至2021年6月，奥尔日河畔圣米歇尔境内共有2支注册足球俱乐部，其中圣米歇尔足球俱乐部（Saint-Michel Foot 91）是当地的代表性足球队，2021至2022赛季参加法兰西岛大区足球联赛。

### 环境
奥尔日河畔圣米歇尔的环境事务由其所属的公共社区负责。2019年，奥尔日河畔圣米歇尔境内暂无污染企业。

### 治安
2014年，奥尔日河畔圣米歇尔及附近地区共发生各类案件4,312起，其中盗窃类案件2,900起，经济类案件349起，毒品交易类案件199起。

## 文化

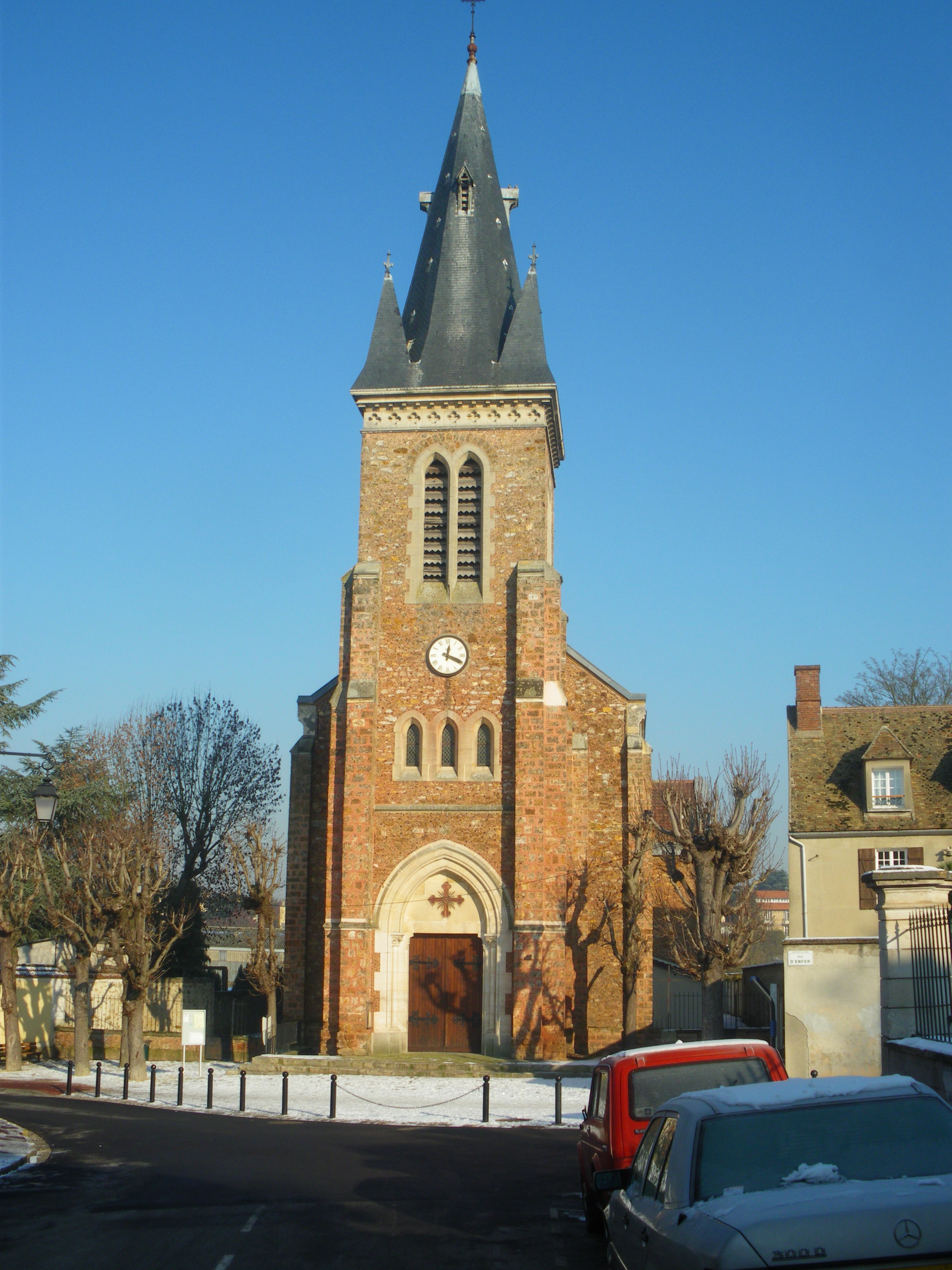
圣米歇尔教堂

2019年，奥尔日河畔圣米歇尔境内共有1家剧场、1家电影院和1家音乐厅。奥尔日河畔圣米歇尔市政府提供多媒体中心，向公众全年开放。

### 建筑
奥尔日河畔圣米歇尔境内的建筑大部分建于20世纪60年代以后，圣米歇尔教堂是当地为数不多的历史建筑。

### 旅游
奥尔日河畔圣米歇尔的旅游事务由其所属的公共社区负责。2020年，奥尔日河畔圣米歇尔境内共有2家酒店共计129间房间。

### 媒体
法国主要的媒体均可在奥尔日河畔圣米歇尔接收，法国电视三台下属的法兰西岛大区频道在部分时段播出奥尔日河畔圣米歇尔所属区域的地方新闻。

## 友好城市
截至2021年6月，奥尔日河畔圣米歇尔共与四座城市互为友好城市关系：
- 德国 皮特林根
- 贝尔
- 匈牙利 维斯普雷姆
- 捷克 然贝尔克